# Grypokeros fuscifemur
Grypokeros fuscifemur är en stekelart som beskrevs av Van Achterberg 1988. Grypokeros fuscifemur ingår i släktet Grypokeros och familjen bracksteklar. Inga underarter finns listade i Catalogue of Life.